# 尖叶香青
尖叶香青（学名：Anaphalis acutifolia）是菊科香青属的植物，为中国的特有植物。分布在中国大陆的西藏等地，生长于海拔3,900米的地区，多生在砾坡地及砂地，目前尚未由人工引种栽培。